# Еспелуй
Еспелуй (ісп. Espelúy) — муніципалітет в Іспанії, у складі автономної спільноти Андалусія, у провінції Хаен. Населення — 753 особи (2010).
Муніципалітет розташований на відстані близько 270 км на південь від Мадрида, 30 км на північ від Хаена.
На території муніципалітету розташовані такі населені пункти: (дані про населення за 2010 рік)
- Еспелуй: 196 осіб
- Естасьйон-де-Еспелуй: 417 осіб
- Побладо-дель-Іара: 140 осіб

## Демографія
Динаміка населення (INE ):